# Touch (telessérie)
Touch (Brasil: Touch - Visões do Futuro ) é uma série de televisão norte-americana criada por Tim Kring e protagonizada por Kiefer Sutherland. Originalmente a série foi transmitida pela FOX, de 25 de Janeiro de 2012 até 10 de Maio de 2013. Estreou nos Estados Unidos a 25 de Janeiro de 2012 com a transmissão do episódio piloto, iniciando a transmissão contínua dos episódios em 22 de Março de 2012.  No Brasil, a série estreou a 19 de Março de 2013 na Fox Brasil, e em Portugal, a 20 de Março de 2013, na Fox Portugal.
A 9 de Maio de 2013 a FOX cancelou a série após duas temporadas. Na televisão aberta do Brasil, foi transmitida nas madrugadas da Rede Globo em dezembro de 2014.

## Enredo
Martin (Kiefer Sutherland), fica viúvo depois da sua mulher morrer nos ataques de 11 de Setembro. Ao seu cuidado fica seu filho Jake, que possui um extraordinário dom: a habilidade de perceber padrões escondidos que interligam todas as vidas do nosso planeta através de números. Martin percebe que é sua tarefa decifrar os números pelos quais o seu filho está obcecado e descobrir o significado dos mesmos. Esta tarefa poderá modificar o destino de toda a humanidade.

## Personagens
- Martin Bohm (Kiefer Sutherland) – um ex-jornalista, viúvo e pai solteiro, assombrado pela incapacidade de se ligar ao seu filho de 11 anos, Jake. A sua mulher morreu nos ataques de 11 de Setembro.
- Clea (Gugu Mbatha-Raw) - uma assistente social, encarregada de avaliar o caso do filho de Martin.[6]
- Jacob "Jake" Bohm - (David Mazouz) – o filho de Martin, uma criança "especial".[7]
- Arthur Teller (Danny Glover) - professor e  perito em "crianças especiais".[8]
- Kayla Graham (Karen David) - uma mulher que trabalha num call center e que tem o sonho de ser cantora.[9]
- Sheri - Roxana Brusso[10]

## Episódios
| No. | Título              | Realizador       | Argumentista | Transmissão original  | Código | Espectadores EUA (milhões) |
| --- | ------------------- | ---------------- | ------------ | --------------------- | ------ | -------------------------- |
| 1 | "Pilot"             | Francis Lawrence | Tim Kring    | 25 de janeiro de 2012 | 1ATG79 | 12.01                      |
| Martin Bohm trabalha com uma assistente social a fim de perceber o que o seu filho autista está a tentar transmitir o futuro através do uso de números. Pessoas, de várias regiões do mundo, que aparentemente não teriam nenhuma conexão são ajudadas através da intervenção ingênua de Martin, com as dicas numéricas de Jake. |                     |                  |              |                       |        |                            |
| 2 | "1+1=3"             | Ian Toynton      | Tim Kring    | 22 de março de 2012   | 1ATG01 | 11.81                      |
| Martin é levado a uma loja de penhores, onde um assalto desencadeia uma sequência de acontecimentos imprevisíveis que conectam um voo perturbado em Nova Iorque, um filho que visita a Índia numa missão para espalhar as cinzas do seu pai, um aluno mágico do ensino médio em Moscovo, um paciente com cancro em Nova Iorque e um mafioso no Bronx. Cabe a Martin fazer a ligação entre todos através da ajuda silenciosa do seu filho Jake.                                                                                           |                     |                  |              |                       |        |                            |
| 3 | "Safety in Numbers" | Stephen Williams | Carol Barbee | 29 de março de 2012   | -      | 9.12                       |
| Quando Martin entra em contacto com um sem-abrigo que possui a mesma obsessão com números como Jake, sai numa série de tarefas aparentemente não relacionados que conectam uma mulher africana corajosa, um grupo de meninos africanos entrando numa competição à distância de dança e uma mulher na saída do famoso Califórnia Coachella Valley Music and Arts Festival. Enquanto isso, Teller (Danny Glover) faz uma visita a Jake e as emoções explodem.                                                                              |                     |                  |              |                       |        |                            |
| 4 | "Kite Strings"      | -                | -            | 5 de abril de 2012    | -      | ASA                        |
| Martin cruza com um homem que teve uma história especial com sua falecida esposa, Sarah. Um casal que gere um negócio on-line de uma banda de Heavy-Metal do Iraque tem um seguidor adolescente, que está compartilhando o seu talento cómico com uma soldada americana (Sprague Grayden) em Bagdad. A soldada tem seus próprios problemas quando seu comboio é emboscado, forçando-a a esconder-se no deserto iraquiano. Enquanto isso, o vencedor da loteria vota em cena e tem uma conversa com um pastor deprimido mudando sua vida. |                     |                  |              |                       |        |                            |
| 5 | "Entanglement"      | -                | -            | 12 de abril de 2012   | -      | -                          |
| Martin tem o seu laptop roubado no dia em que Jake tem agendada uma avaliação importante. Como resultado, encontra-se com uma mulher jovem de El Salvador que quer vingar a morte de sua família. Enquanto isso, Teller (Danny Glover) tenta se reconectar com sua filha distante. Além disso, uma menina na Arábia Saudita tenta se libertar das restrições sociais impostas a ela pelo pai e um médico de Montreal tenta se aproximar de uma desconhecida que sempre encontra no comboio.                                              |                     |                  |              |                       |        |                            |
| 6 | "Lost and Found"    | -                | -            | 19 de abril de 2012   | -      | -                          |
| Martin e Clea trabalham juntos para descobrir o envolvimento da mãe de Clea no desaparecimento de uma criança, Teller (ator convidado Danny Glover) entra em apuros quando visita Jake. Enquanto isso, um sobrevivente do acidente de avião procura novo propósito para sua existência e um casal chinês de lésbicas se esforçam para encontrar equilíbrio entre trabalho e vida. |                     |                  |              |                       |        |                            |
| 7 | "Noosphere Rising"  | -                | -            | 26 de abril de 2012   | -      | ASA                        |
| Martin tenta encontrar a oficina misteriosa de Teller e acaba a ajudar outro professor, Logan, a ganhar no poker. Enquanto isso, um jovem italiano cria um vídeo viral para perseguir o amor de sua vida, a quem só conheceu de passagem, e um homem da cidade que pretende vender o rancho do seu pai falecido, acaba por aprender uma lição de um cavalo que o faz apreciar a vida rural que seu pai escolheu. A cunhada de Martin, Abigail Kelsey, visita Clea e Jake, para desgosto de Martin.                                       |                     |                  |              |                       |        |                            |
| 8 | "Zone of Exclusion" | -                | -            | 3 de maio de 2012     | -      | ASA                        |
| Seguindo os números de Jake, Martin ajuda uma mulher francesa a reunir-se com a sua mãe biológica e a sua irmã gémea. Entretanto uma jovem italiana supersticiosa fica preocupada quando o seu marido astronauta perde contacto com a terra. |                     |                  |              |                       |        |                            |